# مقررات بین‌المللی بهداشت
مقررات بین‌المللی بهداشت (سال ۱۳۸۴) مقررات الزام‌آور حقوقی و بخشی از حقوق بین‌الملل هستند که با اهدف
- الف) یاری به کشورها برای همکاری با یکدیگر برای نجات زندگی و معاش در معرض خطر انسان‌ها از گسترش بیماری‌ها و دیگر خطرات بهداشتی و
- ب) اجتناب از تداخل غیرضروری با تجارت و سفرهای بین‌المللی، طرح‌شده‌اند.

مقررات بین‌المللی بهداشت در اصل حاصل تکامل تدریجی مقرراتی هستند که نخستین بار در کنفرانس‌های جهانی بهداشت در پاریس و در سال ۱۲۳۰ (۱۸۵۱ میلادی) مطرح گشتند و در اصل حاصل همه‌گیری وبا در اروپا، در میان سال‌های ۱۲۰۱ و ۱۲۱۸ بودند، همه‌گیری که نیاز به همکاری‌های بین‌المللی در زمینه بهداشت عمومی را ملزم‌نمود.

## شرایط اجرای مقررات بین‌المللی بهداشت
1. تمامی مقررات باید در تمامی شرایط با احترام کامل به حیثیت، حقوق بشر و آزادی‌های اساسی افراد اجرا گردند.
2. تمامی مقررات باید با راهنمایی و هدایت منشور سازمان ملل متحد و قوانین اساسی سازمان بهداشت جهانی اجرا گردند.
3. تمامی مقررات باید با توجه به اهدف مقررات بین‌المللی بهداشت برای حفاظت تمام مردم جهان از گسترش جهانی بیماری‌ها اجرا گردند.
4. تمامی کشورها حق اجرا و استفاده از مقررات بین‌المللی بهداشت را تنها در صورتی دارا می‌باشند که بر اساس قوانین منشور سازمان ملل متحد و سازمان جهانی بهداشت در این زمینه، رفتار نموده و اهداف این مقررات را عملی سازند.